# Urticarie aquagenică
Urticaria aquagenică, cunoscută și sub numele de alergie la apă și urticarie acvatică, este o formă de urticarie fizică în care urticaria apare pe piele după contactul cu apa, indiferent de temperatura acesteia, afecțiune care apare de obicei la contactul cu apa de orice tip, temperatură sau aditiv.

## Semne și simptome
Principalul simptom al urticariei aquagenice este apariția urticariei fizice, care poate sau nu să provoace mâncărime. Mâncărimea după contactul cu apa, fără apariția urticariei fizice, este cunoscută sub numele de prurit aquagenic. Aquadynia⁠(d) este o afecțiune în care apare durere după contactul cu apa.
În cazuri grave, consumul de apă poate duce la umflarea cavității bucale, umflarea gâtului, și, în cazuri extreme, la anafilaxie.
Urticaria asociată cu urticaria aquagenică este de obicei o urticarie mică (aproximativ 1-3 mm), de culoare roșie sau de culoarea pielii (numite pustule), cu margini clar definite. Cel mai frecvent apare pe gât, partea superioară a trunchiului și pe brațe, deși poate apărea oriunde pe corp. Odată ce sursa de apă este îndepărtată, erupția dispare în general în 30-60 de minute.
Apa sub toate formele, cum ar fi apa de la robinet sau de mare, apa din piscine, transpirația, lacrimile și saliva pot induce leziuni.

## Cauza
Cauza urticariei aquagenice nu este pe deplin înțeleasă; cu toate acestea, au fost propuse mai multe mecanisme. A fost sugerată interacțiunea dintre apă și o componentă din sau de pe piele sau sebum. Această teorie sugerează că prin această interacțiune se formează o substanță a cărei absorbție determină degranularea mastocitelor perifoliculare cu eliberarea de histamină. O altă teorie propusă este cea a unui alergen solubil în apă în țesuturile epiteliale. Apa dizolvă alergenul, făcându-l să se răspândească în țesuturi, provocând eliberarea de histamină de către mastocitele sensibilizate.

## Diagnostic
Diagnosticul urticariei aquagenice începe cu un istoric clinic și testul de provocare cu apă. Testul de provocare cu apă constă în aplicarea unei comprese cu apă la 35 °C pe partea superioară a corpului timp de 30 de minute. Apa de orice temperatură poate provoca urticarie aquagenică; cu toate acestea, menținerea compresei la o temperatură similară cu cea a corpului uman (37 °C) evită confuzia cu urticaria rece sau urticaria colinergică. În plus, un antebraț sau o mână pot fi scufundate în apă cu temperaturi diferite pentru a determina dacă temperatura este un factor în starea pacientului. Urticaria aquagenică diferă de pruritul acvagenic, în care contactul cu apa evocă mâncărime intensă fără urticarie sau erupție cutanată vizibilă.
Cunoscută odinioară ca o boală separată și rară, urticaria aquagenică este considerată în prezent un subtip al urticariei generale. Primul caz a fost raportat de Walter B Shelley et al. în 1964. Afecțiunea este mai frecventă la femei decât la bărbați și se prezintă de obicei pentru prima dată în timpul pubertății. Genetica poate juca un rol, iar afecțiunea poate fi legată de alte sensibilități, cum ar fi intoleranța la lactoză.

## Prevenirea
Desensibilizarea nu pare să funcționeze pentru urticaria aquagenică; un pacient va continua să reacționeze la apă indiferent cât de treptat sau frecvent este introdusă. Aplicarea topică de antihistaminice, cum ar fi difenhidramina 1% înainte de expunerea la apă, este raportată ca reducând urticaria. Cremele cu emulsie de ulei în apă sau Petrolatum⁠(d), aplicate ca agenți de barieră înainte de duș sau baie pot controla simptomele.